# سمكو آغا شكاك
إسماعيل (سمكو) آغا ابن محمد باشا ابن علي خان وهو زعيم كردي إيراني . ولد شكاكي في سنة 1895 م بكردستان إيران وكان شكاكي رئيسا لعشيرة شكاك القوية والشهيرة في كردستان إيران . قاد سمكو آغا الشكاكي العديد من حركات التمرد والعصيان ضد الحكومات الإيرانية المتعاقبة مابين عامي 1920 إلى عام 1930 في المناطق الكردية الواقعة غرب إيران . ينسب إلى سمكو آغا إنه هو من دبر عملية اغتيال البطريرك مار بنيامين شمعون يوم 3 أذار - مارس من سنة 1918 م إثناء مايعرف بمذابح سيفو خلال الحرب العالمية الأولى .أغتيل سمكوآغا شكاكي في شهر أيلول - سبتمبر من سنة 1930 بعدما استطاعت السلطات الإيرانية في إقناعه بالقدوم إلى «شنو» للمفاوضات، وهناك نصب له كمين وقتل .

## علاقته بالإنجليز
لم يكن لسمكو أغا أية اتصالات مباشرة أو غير مباشرة مع الإنكليز إلا بعد عام 1919 ففي شهر تموز - يوليو من سنة 1921 أرسل سمكو رسالة إلى بابكر آغا البشدري يطلب منه إن يكون وسيطاً بينه وبين المسؤولين الإنكليز في العراق، فقد ذكر في الرسالة  إنني ارغب مخلصاً إن أقيم علاقة الصداقة مع هذه الحكومة لذلك التمس إن تتوسطوا عني لأجل تنظيم تفاهم وتبادل ... وهناك نقاط كثيرة يمكن الاتفاق حولها لمنفعة الطرفين عن طريق التفاهم... أما الموظفون الإنكليز فكانوا ينظرون إلى سمكو آغا نظرة لاتخلوا من الشك وعدم الثقة، وجاء في مذكرة الضابط السياسي البريطاني في السليمانية المرسلة إلى المندوب السامي البريطاني في بغداد حول رؤية بريطانية لشخصية سمكو فهو شاب قوي وقاسي ولا يعتمد على كلامه دائما ولكن في الوقت نفسه لو لم يكن هو كذلك لما كان باستطاعته الاحتفاظ بهذا الموقف القوي الذي حصل عليه . وكان للحكومة البريطانية دور كبير في فشل حركات سمكو الاستقلالية بمساعدتها للحكومة الإيرانية ماديا وعسكريا وبالتجربة والإرشادات، كما رحبت الصحافة البريطانية بانتصار القوات الإيرانية على سمكو وأعلنت الحكومة البريطانية موقفها من سمكو آغا في كل مناسبة بعدائها له ولحركات التمرد التي كان يقودها والتي كانت تهدف إلى استقلال في المناطق الكردية الواقعة غرب إيران